# Aphaenogaster miamiana
Aphaenogaster miamiana é uma espécie de inseto do gênero Aphaenogaster, pertencente à família Formicidae.